# Ràdio Gràcia
Ràdio Gràcia és una emissora del barri de Gràcia de Barcelona. Emet per freqüència modulada a 107.7 MHz des del Turó del Carmel.
A la dècada del 1970 els veïns de Gràcia van aconseguir el dial per fer una emissora, el 107.7. A la dècada de 1990 era una ràdio que funcionava amb voluntariat, fortament arrelada al barri. Alguns dels programes d'aquesta etapa van ser Lo que más rompe, La cama redonda, Estas ahi Antonio, Parla amb Gràcia, Terços Amunt, L'Aldea, Radiofonicament Incorrecte o El Galliner. Un programa emblemàtic va ser Jazz to jazz, dirigit per Julià Salomón, que va celebrar el seu centenari amb una jazz session que alguns van considerar memorable.
Per pal·liar l'escassa oferta formativa pràctica per periodistes el 1999, un conveni entre el Districte de Gràcia i l'emissora permetia als universitaris disposar de dues hores de dilluns a divendres, de les 23h a la 1h de la matinada, per practicar amb aquest mitjà de comunicació. Del 1999 al juliol del 2003, van passar per l'emissora, que feia les funcions d'escola de ràdio, més de 200 alumnes. Fins al 2003 cap universitat oferir pràctiques radiofòniques fora d'un mitjà de comunicació, i la pionera en fer-ho va ser la Universitat de Barcelona.
El 2001 Technoràdio es va fer càrrec de l'emissora a través d'un concurs públic on no es va presentar ningú més. El 6 de desembre de 2003 l'Assemblea de la Comunicació Social va okupar Ràdio Gràcia per exigir el dret constitucional de poder fer servir els mitjans de ràdio públics. Durant l'etapa de Technoradio l'emissora es va caracteritzar per estar fortament subvencionada per l'Ajuntament de Barcelona, reemetre programes de COMRàdio i radiofòrmula. La gestió de Technoràdio fou discutida fins que, al final de maig de 2003, el Districte de Gràcia va desallotjar l'empresa de les instal·lacions de la ràdio (aleshores TechnoRadio ja no era legalment concessionària de l'emissora), tallant l'emissió d'un dia per l'altre, i sense ni tan sols repetir el senyal de COM Ràdio. Aquesta situació va fer saltar l'alarma dins alguns moviments associatius i veïnals del districte, que es van constituir en una plataforma anomenada "Salvem Ràdio Gràcia" que pretenia fer pressió reprendre les emissions i per tal de canviar el rumb que havia agafat l'emissora.
El 2004 el director de Ràdio Gràcia, Carles Salat; el cap visible de Scànner Gràcia, Bruno Sokolowitz; i l'editor del setmanari El Triangle, Jaume Reixach, es van adjudicar el concurs per la gestió de la ràdio per la temporada 2004-2005, amb la voluntat de fer una programació de 24 hores ininterrompudes. El 2017 l'emissora va iniciar una nova etapa amb la Plataforma Recuperem Ràdio Gràcia amb l'objectiu de recuperar la ràdio per les entitats del barri.
Un dels programes de la ràdio va ser Batakada RadioActiva, sobre cultura popular i tradicional dels Països Catalans. Presentat i dirigit per Oriol Roselló i Roger Gimenez. Les seves primeres emissions van ser al octubre de 2003. Es va emetre setmanalment durant 12 temporades. Al 2014 van guanyar el premi Vila de Gràcia de comunicació atorgat per l'Ajuntament de Barcelona, districte de Gràcia.